# Гау, Франц-Христиан

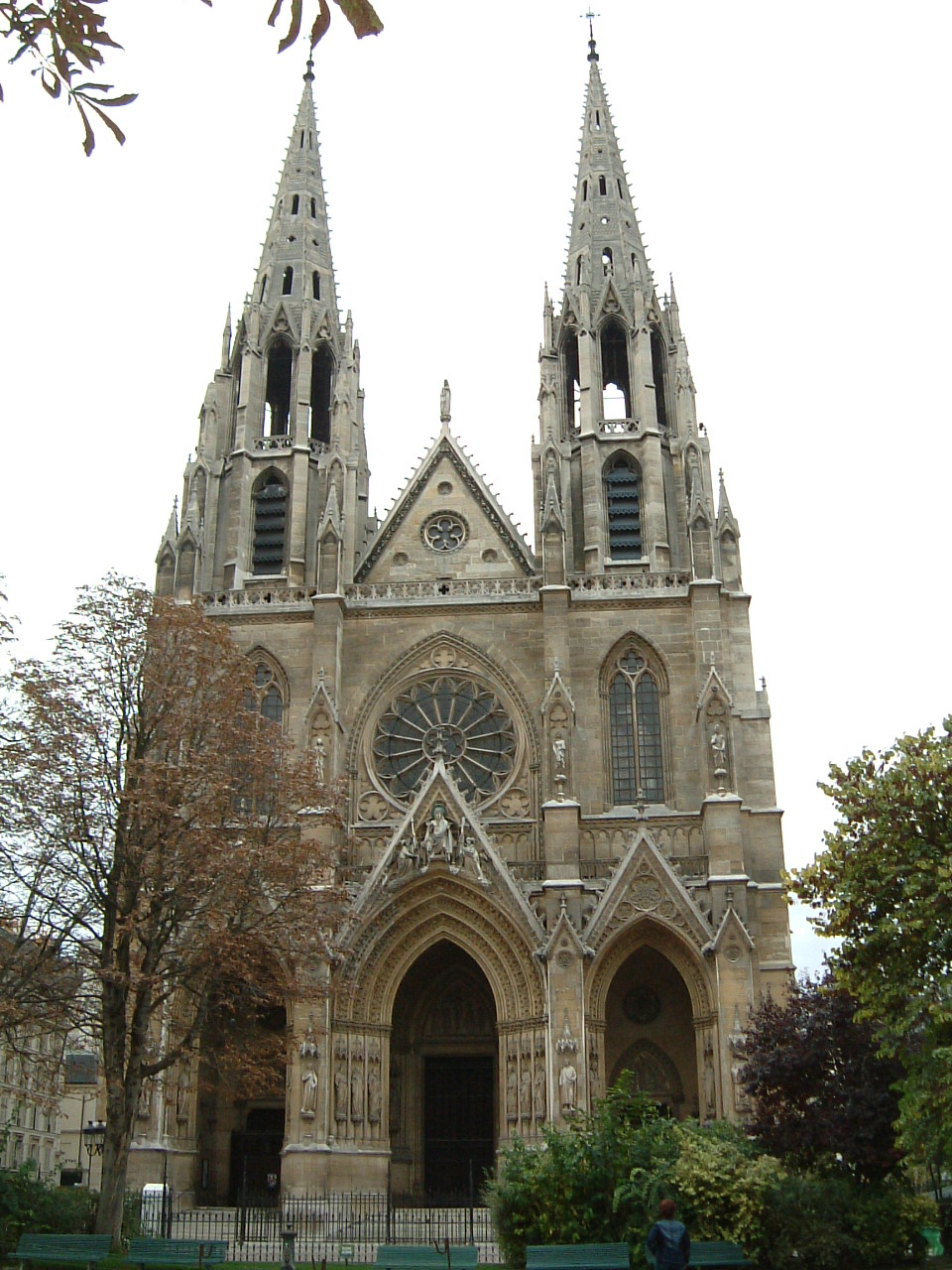
Базилика Святой Клотильды в Париже

Франц-Христиан (Кристиан) Гау или Франсуа-Кретьен Гау (нем. Franz Christian Gau; 15 июня 1790, Кёльн — 31 декабря 1853, Париж) — французский архитектор, археолог, историк архитектуры, строитель, издатель немецкого происхождения.

## Биография
Сын торговца. В 1810 году вместе со своим другом Жаком Иньясом Гитторфом отправился во Францию.
Изучал архитектуру в Академии изящных искусств под руководством Ф. Дебре и Леба.
В 1815 году посетил Италию и Сицилию, а в 1818 г. отправился через Палестину в Египет и Нубию, где занимался исследованием памятников художественной древности, совершенно неизвестных или очень мало известных до тех пор учёному миру. Чертежи и рисунки, сделанные им в этом путешествии, были потом помещены в издании «Antiquités de la Nubie ou monuments inédits des bords du Nil», с французским и немецким пояснительным текстом Ж. А. Летронна и Б. Нибура (60 листов, Париж и Штутгарт, 1821—1828) — сочинении, принесшем Гау громкую известность и почёт среди специалистов.

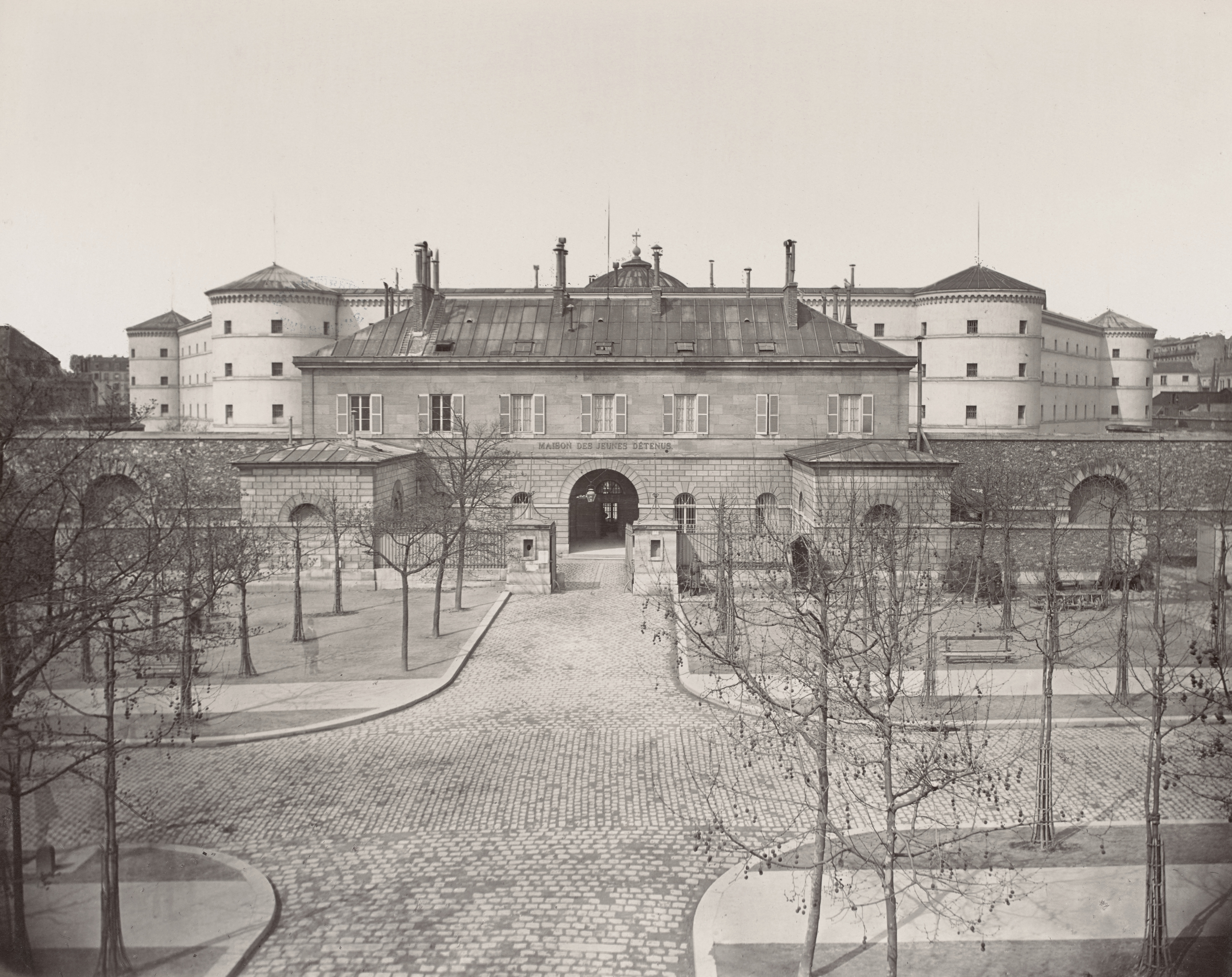
Тюрьма Ла Рокет в Париже

В 1824 году он открыл в Париже архитектурную школу, существовавшую до 1848 года. В 1825 году Гау был натурализован как гражданин Франции, а затем стал архитектором города Парижа.
Из проектов, осуществлённых им в Париже, наиболее значительными могут считаться: пресвитерий церкви св. Северина, тюрьма Ла Рокет, несколько парижских больниц, реставрация церквей Сен-Жюльен-ле-Повр и Сен-Северин.
С его именем также связано возрождение готической архитектуры в Париже — он спроектировал и в 1846 году начал возведение Базилики Святой Клотильды, первой современной церкви, построенной в столице Франции в этом стиле.
Кроме того, Гау известен как издатель второй половины третьего тома роскошного сочинения Франсуа Мазуа о развалинах Помпеи.
Среди его учеников был Готфрид Земпер.
Похоронен на кладбище Монмартр.